# Acakandra austrina
Acakandra austrina är en mångfotingart som beskrevs av Loomis 1964. Acakandra austrina ingår i släktet Acakandra och familjen Cleidogonidae. Inga underarter finns listade i Catalogue of Life.